# وسام مونو
وسام مونو هو أعلى وسام للفروسية في توغو، أنشأه الرئيس سيلفانوس أوليمبيو في 2 سبتمبر 1961.[1] سُمي الوسام على اسم النهر الرئيسي الذي يمر عبر البلاد: نهر مونو.[2] يتكون وسام مونو من خمس درجات، تُمنح للمدنيين والعسكريين التوغوليين، وكذلك للمواطنين الأجانب.

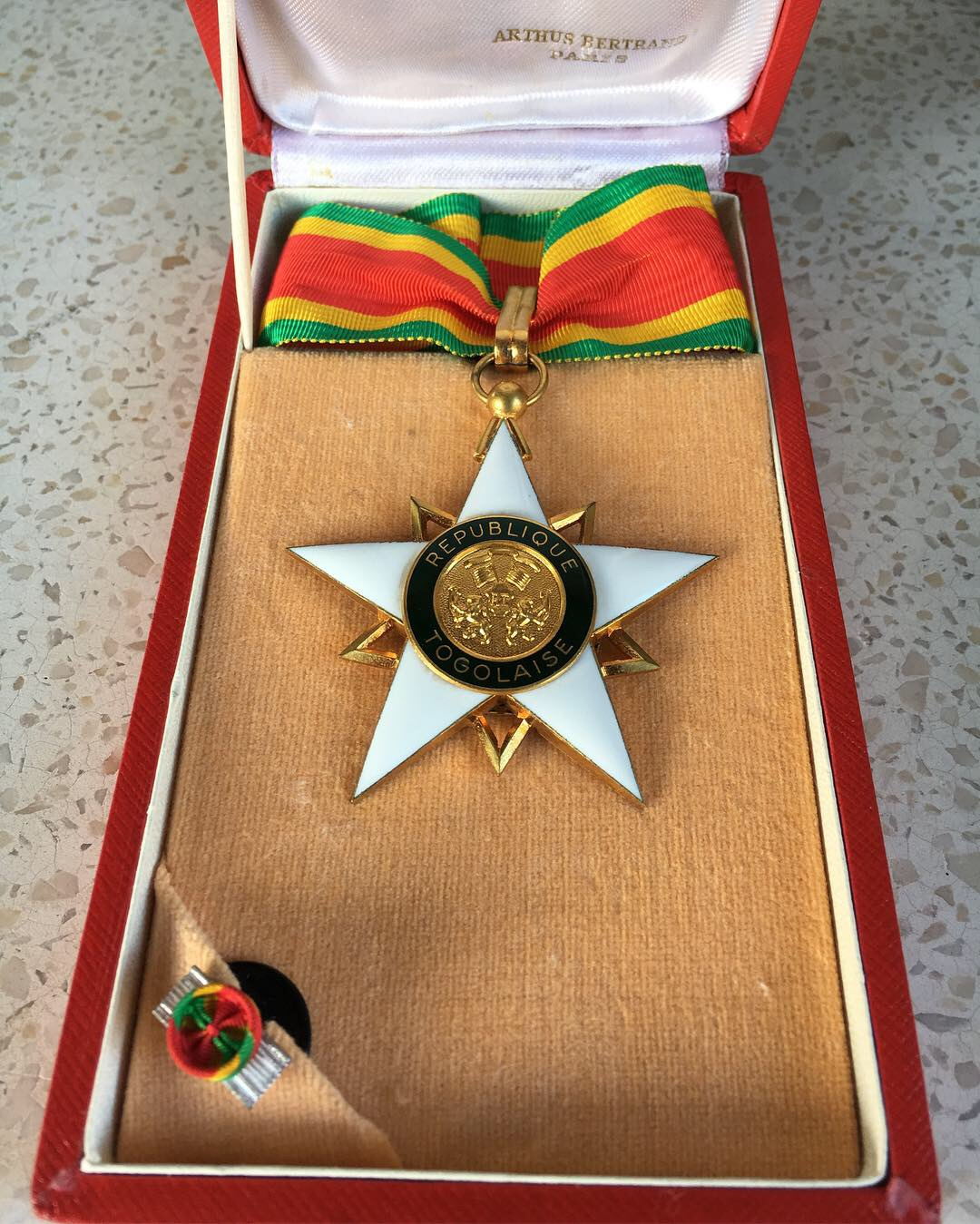
وسام مونو، مجموعة AEA

## الدرجات
الدرجات الخمس لوسام مونو هي: الصليب الأعظم، والضابط الأعظم، والقائد، والضابط، والفارس. ولا يجوز تعيين أو حمل أيٍّ من هذه الدرجات إلا لعدد محدود من مواطني توغو في أي وقت. تقتصر درجة الفارس على 1000 توغوي، و500 للضابط، و100 للقائد، و50 للضابط الأعظم، و10 للصليب الأعظم. ولا تُحتسب الجوائز الفخرية الممنوحة للأجانب ضمن هذه الحدود.

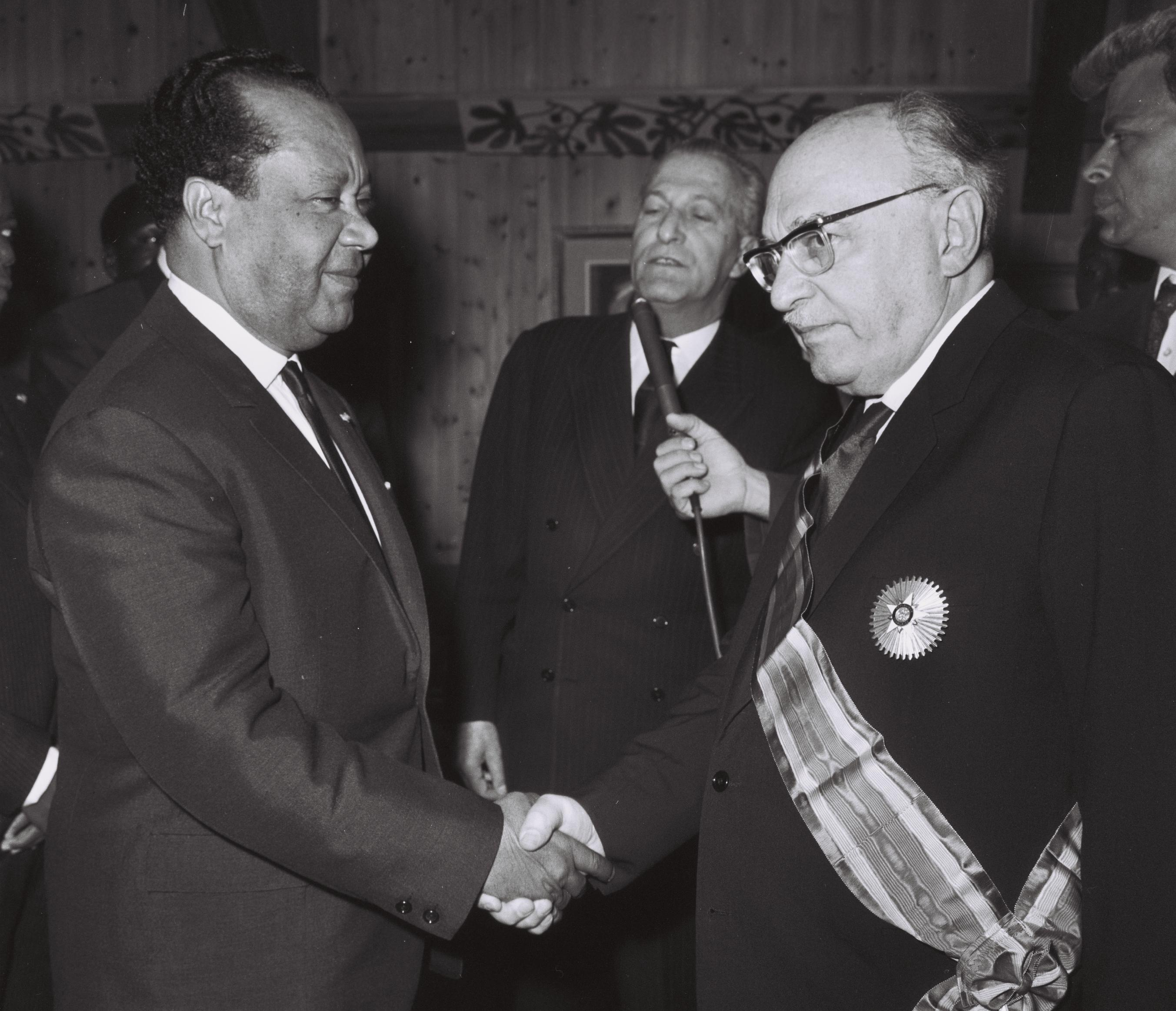
نيكولاس جرونيتسكي يقلد زلمان شازار_1964 بوسام مونو

.
| اشرطة وسام مونو | اشرطة وسام مونو | اشرطة وسام مونو | اشرطة وسام مونو | اشرطة وسام مونو |
| --------------- | --------------- | --------------- | --------------- | --------------- |
| الصليب الاعظم   | الضابط الاعظم   | القائد          | الضابط          | الفارس          |

## اهم المستلمين لوسام مونو
- الأمين دياك[6]
- ليفي أشكول
- Sandra Ablamba Johnson
- كيم إل سونغ[7]
- Ellen Johnson-Sirleaf
- سليم أحمد سليم[8]
- هيلا سيلاسي
- زلمان شازار
- Joseph Broz Tito